# Bataille de Sangshak
Théâtre d'Asie du Sud-Est de la Seconde Guerre mondiale
Batailles
Invasion japonaise de la Birmanie :
- Rivière Bilin
- Pont de la Sittang
- Pégou
- Barrage routier de Taukkyan
- Route Yunnan-Birmanie (Tachiao
- Oktwin
- Taungû)
- Shwedaung
- Prome
- Yenangyaung

Opérations en Birmanie (1942-1943) :
- Arakan
- The Hump
- Chindits
- Nord de la Birmanie et ouest du Yunnan

Opérations en Birmanie en 1944 :
- Chindits (2)
- Admin Box
- U-Go (Imphal
- Sangshak
- Court de tennis
- Kohima)
- Myitkyina
- Mogaung
- Mont Song

Opérations en Birmanie (1944-1945) :
- Meiktila et Mandalay
- Pakokku et Irrawaddy
- Colline 170
- Île de Ramree
- Tanlwe Chaung
- Dracula
- Elephant Point
- Coude de la Sittang

La bataille de Sangshak est un affrontement s'étant déroulé dans le Manipur, dans la zone frontalière boisée et montagneuse entre l'Inde et la Birmanie, du 20 mars au 26 mars 1944. Les Japonais ont engagé une brigade parachutiste (combattant comme infanterie) de l'armée indienne britannique de ses positions avec de lourdes pertes, mais ont eux-mêmes subi de lourdes pertes. Le retard imposé aux Japonais par la bataille a permis aux renforts britanniques et indiens d'atteindre la position vitale de Kohima devant leur adversaire.

## Contexte
En mars 1944, les Japonais lancent l'opération U-Go, une invasion majeure de l'Inde. Deux divisions de la 15e armée japonaise — la 15e et la 33e — attaquèrent le IVe corps indien à Imphal, la 31e division japonaise s'avança sur Kohima, pour couper la route principale sur laquelle dépendaient les troupes d'Imphal pour se ravitailler de Dimapur.
La division japonaise avance sur un large front. Celle-ci était divisée en forces d'assaut de Gauche, de Centre et de Droite. La force d'assaut de Gauche se composait de deux bataillons du 58e régiment japonais, avec le quartier général du régiment et des détachements des bras de soutien de la division. Le commandant du régiment était le colonel Utata Fukunaga, mais la force était accompagnée par le commandant du groupe d'infanterie de la division, le major général Shigesaburo Miyazaki, qui était l'officier supérieur. Le 18 mars, la force s'approchait du village d'Ukhrul, à environ 40 km au nord-est d'Imphal et 13 km au nord de Sangshak,.

## Dispositions britanniques
Au début de 1944, la 49e brigade d'infanterie indienne de la 23e division d'infanterie indienne était stationnée à Sangshak, chargée de se défendre contre une avance japonaise du fleuve Chindwin vers Ukhurl. Au début de l'offensive japonaise, les Japonais encerclèrent la 17e division d'infanterie indienne à Tedim, au sud d'Imphal. Le lieutenant-général Geoffrey Scoones, le commandant du IVe corps, fut contraint d'envoyer la 23e division (y compris la 49e brigade) pour aider la 17e division à sortir de l'encerclement. Par la suite, la 50e brigade parachutiste indienne reçut l'ordre de se déplacer dans la région de Sangshak, pour reprendre le poste laissé vacant par le départ de la 49e. 
À l'époque, deux bataillons de la 50e brigade parachutiste avaient mené un entraînement avancé dans la jungle dans la région de Kohima tandis que le troisième bataillon terminait son entraînement de parachutisme en Inde. La brigade se composait des 152e (indiens) et 153e bataillons de parachutistes (gurkhas), avec une compagnie de mitrailleuses, une batterie d'artillerie de montagne et d'autres armes de soutien. Son commandant était le brigadier Maxwell Hope-Thompson. Même avant le début de l'attaque japonaise, ils avaient reçu des ordres préliminaires pour se déplacer à Sangshak. En raison du manque de moyens de transport, ils mirent quatre jours (du 14 au 18 mars) pour terminer le déploiement. Ils prirent le commandement du 4e bataillon, du 5e Mahratta Light Infantry, qui avait fait partie de la 49e brigade, et de deux compagnies du régiment népalais de Kalibahadur composé de 200 hommes. 
À son arrivée, la brigade constata que la zone qui leur avait été assignée n'avait pas été préparée par la 49e et qu'il n'y avait pas de barbelés pour construire des obstacles sur le terrain. Des demandes répétées ont été faites pour acheminer du matériel de défense par la 50e brigade, mais celles-ci n'ont pas été satisfaites avant le début de la bataille. 

## La bataille

### Préliminaires
La 50e brigade se déploya initialement sur une vaste zone, avec des avant-postes à 13 km à l'est de Sangshak et de la compagnie de mitrailleuses à Ukhrul. Le 19 mars, les Japonais envahirent une compagnie isolée (Compagnie C du 152e bataillon de parachutistes) déployée sur une colline connue sous le nom de Point 7378. La compagnie fut réduite à 20 hommes. Poussé par son commandant en second (le colonel Abbott), la brigade risquait une défaite en détail si elle restait tendue comme des postes isolés, Hope-Thompson ordonna ainsi à ses forces de se recentrer. La plupart de la force initialement concentrée à Sheldon's Corner, à 13 km à l'est de Sangshak, furent redéployé par Hope-Thomson le 21 mars dans l'après-midi, d'abord au « Camp de rein » à 6,4 km à l'ouest, puis à Sangshak même, où prirent une position défensive sur une colline juste à l'est du village, avec une église missionnaire américaine à son extrémité nord. La position ne mesurait que 730 × 370 m et ne disposait pas d'eau douce. La roche dure fut trouvée à seulement 0,91 m sous le sol, de sorte que seules des tranchées peu profondes pouvaient être creusées. 
Le 2e bataillon du 58e régiment d'infanterie japonais avait entre-temps capturé Ukhrul de la compagnie de mitrailleuses de la 50e brigade. Le major général Miyazaki était présent avec le bataillon. Il savait qu'il y avait une brigade britannique à Sangshak. Bien que Sangshak fut dans le secteur affecté à la formation voisine de la 31e division (la 15e division japonaise), Miyazaki savait que cette formation était à la traîne de sa force. Il décida donc de dégager les Britanniques de Sangshak pour les empêcher d'interférer avec son avance. 

### Affrontements à Sangshak
Le bataillon japonais attaqua Sangshak depuis le nord dans la nuit du 22 mars. Miyazaki était prêt à attendre que ses canons régimentaires et quelques canons de montagne attachés arrivent pour soutenir l'attaque, mais le commandant du bataillon (le capitaine Nagaya) attaqua à la hâte sans soutien d'artillerie. Les Britanniques disposaient d'un total de 46 canons de montagne et de mortiers de 3 pouces pour fournir un appui-feu indirect, et malgré les gains initiaux, les forces d'assaut japonais ont beaucoup souffert des tirs d'artillerie et de mortier britanniques. 
L'un des officiers japonais tués dans les positions de la 50e brigade de parachutistes portait des cartes et des documents essentiels, qui contenaient tous les plans de la 31e division. Le brigadier Hope-Thompson envoya deux copies des documents au QG du IVe corps à Imphāl alors que celui-ci était encerclé par les Japonais. Les documents s'avéreront être vitales pour la réponse du IVe corps et de la 14e armée à l'attaque japonaise sur Kohima,.
Le lendemain (23 mars), des avions alliés tentèrent de larguer des fournitures à la 50e brigade de parachutistes, mais la position de la brigade était si petite que la plupart des fournitures tombèrent aux mains des Japonais. Les gurkhas du 152e bataillon de parachutistes les attaquèrent pour les récupérer, appuyés par des combattants ayant escorté l'avion de transport. Ils furent repoussés, mais les Japonais subirent également de lourdes pertes. L'artillerie japonaise fut mise en position à l'aide d'éléphants et commença à tirer sur Sangshak le 23 mars,.
Le 24 mars, les Japonais furent renforcés par le 3e bataillon du 58e régiment, accompagné du commandant du régiment et de Miyazaki. Attaquant immédiatement, ils furent eux aussi repoussés.
Le 3e bataillon du 60e régiment japonais, appartenant à la 15e division de Masafumi Yamauchi, commença également à attaquer la position défendue de l'est le 25 mars, soutenu par les tirs d'artillerie de deux canons de montagne du 21e régiment d'artillerie de campagne. Leur commandant (le major Fukushima) insista pour que ses officiers reconnaissent correctement l'objectif et planifient leur approche, contrairement à la tactique hâtive du 58e régiment. Cependant, son infanterie s'est perdue en essayant d'approcher la position de nuit. Le jour suivant, leurs deux canons de montagne attachés détruisirent de nombreuses tranchées peu profondes des défenseurs. Le 26 mars, l'infanterie de Fukushima du 60e régiment se perdit nouveau en essayant d'attaquer de nuit avant de se faire contrer à l'aube.
Les Japonais planifièrent un ultime assaut total le 27 mars (bien que Miyazaki ait essayé d'insister pour que le 58e régiment attaque seul, afin qu'ils aient le seul honneur de la victoire), mais finalement cet effort s’avérera inutile. À cette date, les défenseurs étaient épuisés et désespérément à court d'eau. 300 blessés subsistaient dans la position, et l'odeur des corps en décomposition (y compris ceux des mulets appartenant à l'artillerie de montagne attachée et à la colonne de ravitaillement) difficilement supportable. À 18 h 00 le 26 mars, Hope-Thompson reçut l'ordre de battre en retraite. Sa brigade se retira sous le couvert de l'obscurité à 22 h 30, les 4e et 5e Mahrattas assurant l'arrière-garde. Une centaine de blessés furent laissés pour compte, bien que de nombreux autres aient été exécutés. Environ 100 autres hommes furent capturés par un autre bataillon du 60e régiment japonais (le « bataillon Uchibori»). Les Japonais occupèrent par la suite la position après qu'une patrouille confirma son abandon.

## Conséquences
La 50e brigade indienne de parachutistes compta 652 pertes. Les Japonais rapportèrent avoir capturé 100 prisonniers, dont la plupart étaient blessés. Ils capturèrent également un certain nombre de fournitures par avion ayant manqué les défenseurs de Sangshak, ainsi que d'autres équipements, notamment des armes lourdes, des véhicules et des radios. De nombreuses troupes indiennes ayant été faites prisonnières furent ensuite relâchées — bien que dépouillées de leur équipement et de leurs vêtements — par les Japonais après avoir été forcées de se retirer, ceux-ci ne disposant pas assez d'hommes pour les garder. 
Les pertes japonaises furent également conséquentes. Le 2e bataillon, 58e régiment fut l'unité la plus durement touchée, avec plus de 400 victimes. Cependant, la bataille prolongée avait également retardé l'avance de Miyazaki sur Kohima d'une semaine et épuisé considérablement le 58e régiment qui mènerait l'attaque,. Cela retarda également certains membres de la 15e division dans leur avance sur Imphal. La force d'assaut de Gauche de Miyazaki avait la route la plus courte et la plus facile vers Kohima. Ils arrivèrent à la crête vitale de Kohima seulement le 3 avril à laquelle les renforts alliés avaient également atteint la région. Dans la bataille de Kohima qui suivit, les Japonais échouèrent à capturer toute la crête et furent finalement forcés de battre en retraite par les contre-attaques britanniques et la pénurie de nourriture et de munitions,.

### Lectures complémentaires
- Slim, William (Field Marshal Sir), Defeat into Victory, NY: Buccaneer Books  (ISBN 1-56849-077-1), Cooper Square Press  (ISBN 0-8154-1022-0); London: Cassell  (ISBN 0-304-29114-5), Pan  (ISBN 0-330-39066-X).